# Thermen van Trajanus
De Thermen van Trajanus (Latijn:Thermae Traiani) was een groot openbaar thermencomplex in het oude Rome.

Het complex stond op de Oppius, een heuveltop van de Esquilijn, naast de ongeveer 40 jaar oudere Thermen van Titus.

## Bouw
De Thermen van Trajanus werden gebouwd door de beroemde architect Apollodorus van Damascus, in opdracht van keizer Trajanus. De bouw startte in 104 en het complex werd op 22 juni 109 ingewijd. De Thermen werden gebouwd op de restanten van de grote Esquilijn-vleugel van de Domus Aurea die eerder door brand verwoest werd. Deze brand verwoestte de bovenste verdiepingen van het paleis geheel, alleen de gewelfde zalen op de begane grond bleven gespaard. Deze werden gebruikt als gedeeltelijke fundering voor de thermen. Om een egaal bouwterrein te verkrijgen, werd dit deel van de heuvel op gelijke hoogte gebracht met de onderste verdiepingen van de Domus Aurea. Zo ontstond een groot kunstmatig platform van 330 bij 340 meter waarop de thermen gebouwd werden.

## Het complex
Het complex bestond uit een groot centraal gebouw omgeven door een tuin. Deze werd aan alle zijden omsloten werd door een aaneengesloten rij gebouwen, waar zuilengalerijen tegenaan waren gebouwd. In de zuidwestelijke muur was een grote halfronde exedra waarin een tribune was gebouwd. De hoofdingang lag in de noordoostlijke muur, maar er waren ook kleinere toegangen in de andere zijden. In de gebouwen in de buitenmuur waren diverse winkeltjes en twee bibliotheken gevestigd. In de noordoostlijke muur waren nog twee grote halfronde exedra's waarin nymphaea waren gebouwd.
Het gehele complex was georiënteerd op het zuidwesten zodat de hete en lauwe baden maximaal konden profiteren van de stand van de middagzon, de tijd dat de Romeinen naar het badhuis toe gingen.

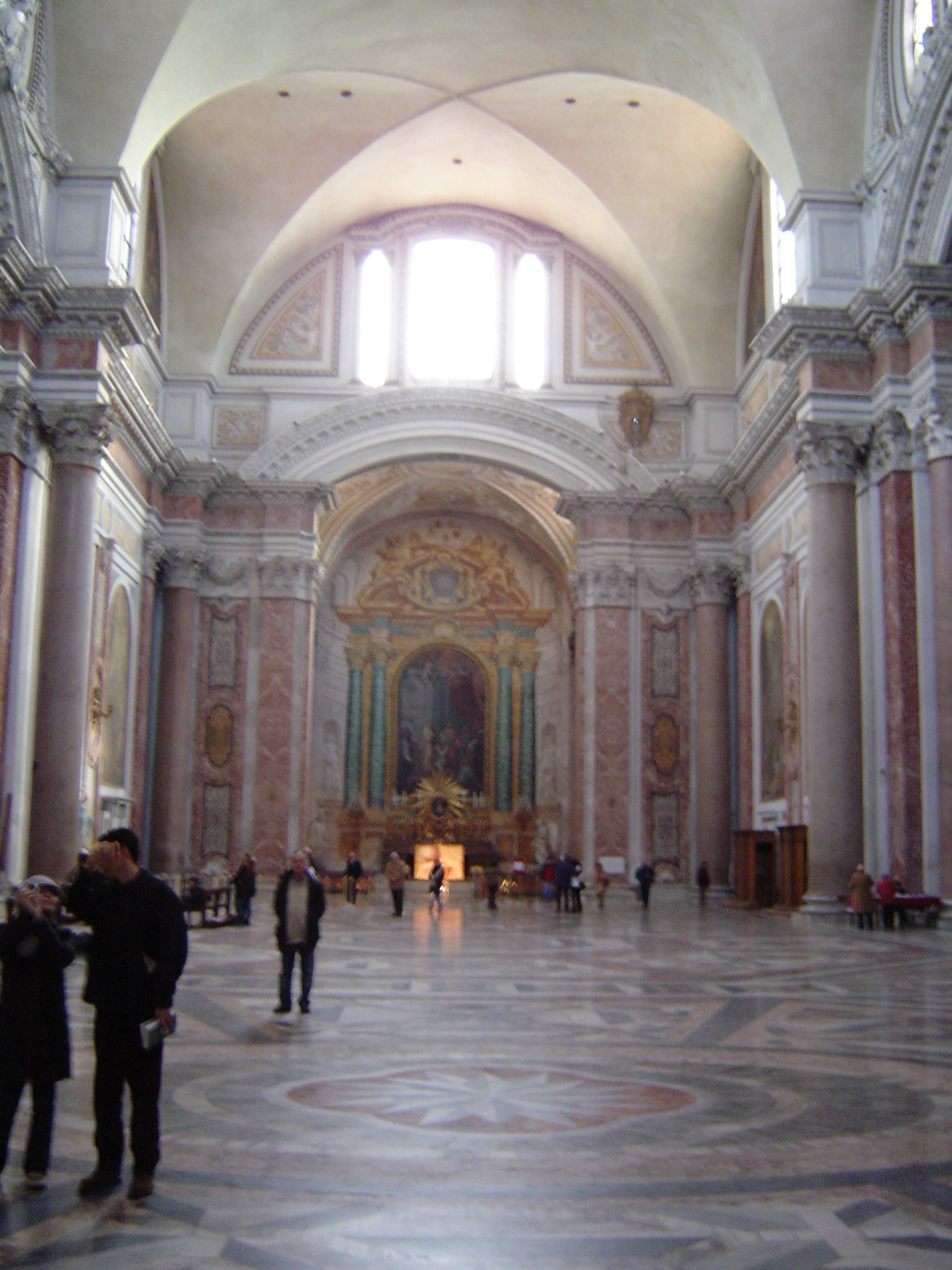
Het frigidarium van de Thermen van Diocletianus, tegenwoordig deel uitmakend van de Basilica Santa Maria degli Angeli

## Het centrale gebouw
Het centrale gebouw was gebouwd uit beton dat met baksteen bekleed was. Het had een oppervlakte van ongeveer 190 bij 140 meter.
In het centrale gebouw waren de standaard baden van de Romeinse thermen aanwezig. Deze waren in bepaalde volgorde gebouwd, zodat grote groepen mensen tegelijk van het complex gebruik konden maken. Nadat een Romein zich had ontkleed in het apodyterium en had getraind in de palaestra, begon zijn bad in het caldarium, het heetwaterbad. Dit was een ronde ruimte aan de zuidwestelijke zijde van het gebouw waar in drie apsissen hete dompelbaden waren. Onder deze ruimte waren gangen waarin slaven door middel van stoom de vloer konden verwarmen. De volgende ruimte was het sudatorium, een soort van zweetruimte. De volgende ruimte was het tepidarium, het lauwwaterbad waar ook een aantal dompelbaden waren. Na het tepidarium volgde het frigidarium, het koudwaterbad. Dit was het centrale deel van het gebouw. In een grote rechthoekige zaal stonden koude baden in de vier hoeken. Het dak rustte op acht hoge zuilen en was waarschijnlijk rijkelijk versierd. Het frigidarium van de Thermen van Diocletianus is bewaard gebleven en geeft een indruk van hoe deze grote ruimte in de Thermen van Trajanus er ooit uitzag.
Aan beide korte zijden van het frigidarium waren rechthoekige zuilengalerijen gebouwd die afgesloten werden door een halfronde exedra. Dit waren de palaestra, waar men lichamelijke training kon doen. Aan de noordelijke zijde van het frigidarium was de natatio, dit was een groot rechthoekig bassin van ongeveer een meter diep dat gevuld was met koud water. Hier kon men afkoelen na een heet bad te hebben genomen.

## Watervoorziening
De Thermen van Trajanus werden van water voorzien door twee bronnen. De Aqua Traiana is door Trajanus in 109 gebouwd en bracht water van het Braccianomeer naar Rome. De tweede bron was het reservoir dat tegenwoordig bekendstaat als Sette Salle. Dit bouwwerk is bewaard gebleven en werd oorspronkelijk gevoed door een van de aquaducten die bij de Porta Maggiore de stad binnenkwam.

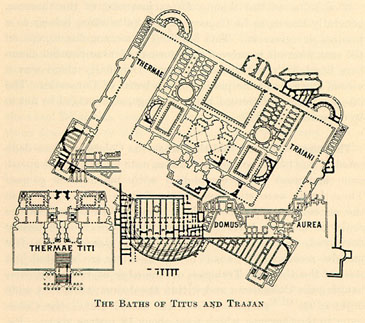
Grondplan van de Thermen van Trajanus en Titus, gebouwd op de eetzaal van de Domus Aurea

## Grondplan
Het grondplan van de Thermen van Trajanus is bekend doordat het deels is afgebeeld op de Forma Urbis Romae, de grote marmeren stadskaart uit het begin van de derde eeuw. Het grondplan kan verder gereconstrueerd worden doordat een architect in de Middeleeuwen, toen grote delen van het complex nog overeind stonden, een plattegrond heeft getekend die bewaard is gebleven.
De Thermen van Trajanus zijn de oudste waarvan het grondplan nog bekend is. Het waren ook de eerste grote keizerlijke thermen en stonden model voor vier later gebouwde complexen;
- De Thermen van Caracalla aan de Via Appia.
- De Thermen van Decius op de Aventijn.
- De Thermen van Diocletianus op de Viminaal.
- De Thermen van Constantijn op de Quirinaal.

## Restanten
Naast het grote platform zijn een aantal delen van het complex bovengronds bewaard gebleven. Twee muren van het hoofdgebouw met de halfronde exedra van een palaestra staat nog deels overeind. De grote exedra van de bibliotheek in de noordwestelijke muur is goed bewaard gebleven, zijn tegenhanger in de zuidoostelijk muur slechts gedeeltelijk. Ook een exedra in de noordoostelijke muur, waar ooit een nymphaeum in was is bewaard gebleven, samen met een deel van een nog onbekend gebouw dat vermoedelijk met de watervoorziening te maken had. Onder het platform van de grote exedra van de buitenmuur, ligt deels de goed bewaard gebleven onderste verdieping van de Domus Aurea.

## Referentie
- P. Connely & H. Dodge, The Ancient City. Live in Classical Athens & Rome, vertaling door G. Houtzager (Stad in de oudheid. Leven in Athene en Rome), Keulen 1998. ISBN 3829011067
- S. Platner, A topographical dictionary of ancient Rome, London 1929. Art. Thermae Traiani
- A. Claridge, Rome (Oxford Archaeological Guides), London 1998. Blz 288-289 ISBN 019288003-9

Thermen van Agrippa · Thermen van Nero · Thermen van Titus · Thermen van Trajanus · Thermen van Caracalla · Thermen van Alexander Severus · Thermen van Decius · Thermen van Diocletianus · Thermen van Constantijn